# Avaux
Avaux és un municipi francès situat al departament de les Ardenes i a la regió del Gran Est. L'any 2007 tenia 462 habitants.

## Demografia

### Població
El 2007 la població de fet d'Avaux era de 462 persones. Hi havia 172 famílies de les quals 36 eren unipersonals (12 homes vivint sols i 24 dones vivint soles), 48 parelles sense fills, 80 parelles amb fills i 8 famílies monoparentals amb fills.
La població ha evolucionat segons el següent gràfic:
Habitants censats

### Habitatges
El 2007 hi havia 257 habitatges, 174 eren l'habitatge principal de la família, 52 eren segones residències i 31 estaven desocupats. 244 eren cases i 7 eren apartaments. Dels 174 habitatges principals, 135 estaven ocupats pels seus propietaris, 34 estaven llogats i ocupats pels llogaters i 5 estaven cedits a títol gratuït; 1 tenia una cambra, 6 en tenien dues, 15 en tenien tres, 34 en tenien quatre i 118 en tenien cinc o més. 133 habitatges disposaven pel capbaix d'una plaça de pàrquing. A 61 habitatges hi havia un automòbil i a 98 n'hi havia dos o més.

### Piràmide de població
La piràmide de població per edats i sexe el 2009 era:
| Homes | Edats   | Dones |
| ----- | ------- | ----- |
| 0     | 95 o +  | 1     |
| 0     | 90 a 94 | 0     |
| 1     | 85 a 89 | 5     |
| 0     | 80 a 84 | 4     |
| 7     | 75 a 79 | 7     |
| 5     | 70 a 74 | 11    |
| 12    | 65 a 69 | 9     |
| 11    | 60 a 64 | 10    |
| 6     | 55 a 59 | 7     |
| 17    | 50 a 54 | 8     |
| 17    | 45 a 49 | 12    |
| 17    | 40 a 44 | 30    |
| 23    | 35 a 39 | 19    |
| 18    | 30 a 34 | 19    |
| 7     | 25 a 29 | 12    |
| 11    | 20 a 24 | 9     |
| 20    | 15 a 19 | 18    |
| 16    | 10 a 14 | 20    |
| 25    | 5 a 9   | 17    |
| 10    | 0 a 4   | 17    |

## Economia
El 2007 la població en edat de treballar era de 294 persones, 220 eren actives i 74 eren inactives. De les 220 persones actives 202 estaven ocupades (114 homes i 88 dones) i 18 estaven aturades (7 homes i 11 dones). De les 74 persones inactives 14 estaven jubilades, 30 estaven estudiant i 30 estaven classificades com a «altres inactius».

### Ingressos
El 2009 a Avaux hi havia 187 unitats fiscals que integraven 491,5 persones, la mediana anual d'ingressos fiscals per persona era de 16.580 €.

### Activitats econòmiques
Dels 14 establiments que hi havia el 2007, 1 era d'una empresa alimentària, 1 d'una empresa de fabricació d'altres productes industrials, 4 d'empreses de construcció, 3 d'empreses de comerç i reparació d'automòbils, 1 d'una empresa de transport, 2 d'empreses de serveis, 1 d'una entitat de l'administració pública i 1 d'una empresa classificada com a «altres activitats de serveis».
Dels 4 establiments de servei als particulars que hi havia el 2009, 1 era un paleta, 1 guixaire pintor, 1 fusteria i 1 electricista.
Dels 3 establiments comercials que hi havia el 2009, 1 era una botiga de menys de 120 m², 1 una fleca i 1 una botiga d'electrodomèstics.
L'any 2000 a Avaux hi havia 13 explotacions agrícoles.

## Equipaments sanitaris i escolars
El 2009 hi havia una escola elemental integrada dins d'un grup escolar amb les comunes properes formant una escola dispersa.

## Poblacions més properes
El següent diagrama mostra les poblacions més properes.